# 兴建街道
兴建街道是中华人民共和国黑龙江省哈尔滨市平房区下辖的一个街道办事处。

## 行政区划
兴建街道下辖以下村级行政区划单位：
青年社区、上海新村社区、和平社区和通宾社区。